# Skjød
Skjød er en landsby i Østjylland med 239 indbyggere  (2025). Skjød er beliggende otte kilometer nordøst for Hammel og ni kilometer vest for Hadsten. Byen ligger i Region Midtjylland og tilhører Favrskov Kommune.
Skjød er beliggende i Skjød Sogn, og Skjød Kirke og et gadekær ligger i byen. Syd for landsbyen finder man Pøt Mølle.